# Eishockey-Weltmeisterschaft 1966
Die 33. Eishockey-Weltmeisterschaft und 44. Eishockey-Europameisterschaft fand erstmals in Jugoslawien statt. Die Spiele wurden vom 3. bis 13. März 1966 ausgetragen, Spielorte waren Ljubljana, Zagreb und Jesenice. Es nahmen 19 Mannschaften an dieser WM teil.
Im Gegensatz zum Vorjahr wurde bei den diesjährigen Titelkämpfen wieder eine C-WM ausgetragen. Da bei der WM 1965 nur sieben Mannschaften in der B-Gruppe spielten, war ein freier Platz in dieser Staffel zu vergeben. Die Vergabe erfolgte in einem Qualifikationsturnier in Bukarest, zu dem die im letzten Jahr in der B-Gruppenqualifikation gescheiterten Mannschaften aus Frankreich und Italien sowie das vor einem Jahr kurzfristig verzichtende Team Rumäniens zugelassen waren. Die im Vorjahr nicht teilnehmenden und wieder einsteigenden Mannschaften aus Südafrika und Dänemark wurden in die C-Gruppe gesetzt. Zudem spielte in dieser Gruppe außer Konkurrenz eine B-Vertretung des jugoslawischen Gastgebers mit.

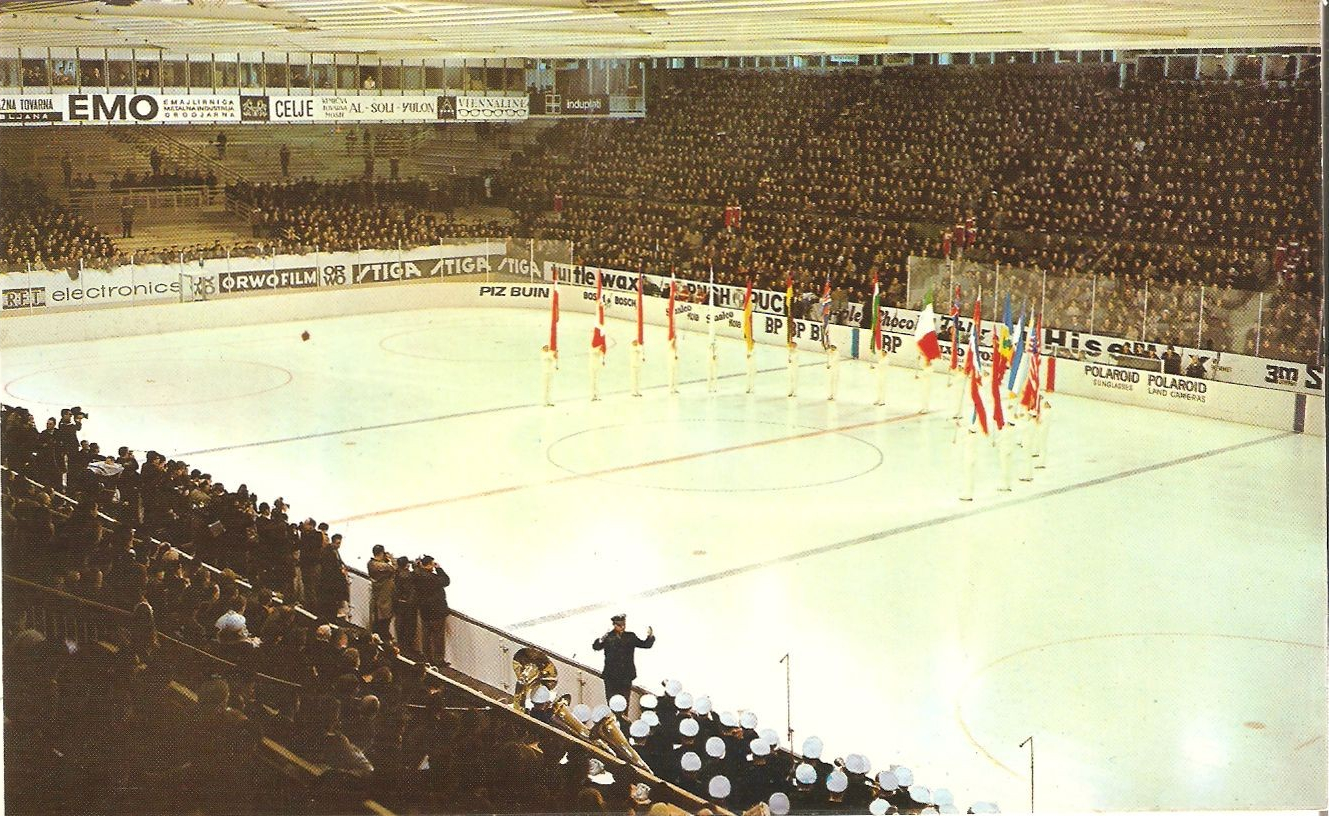
Eröffnungszeremonie des Turniers in der Hala Tivoli

Überlegener Welt- und Europameister wurde das vierte Jahr in Folge die UdSSR. Zwar gab der alte und neue Weltmeister gegen Schweden überraschend einen Punkt ab, bezwang aber im entscheidenden Spiel um den Titel die Mannschaft der Tschechoslowakei deutlich mit 7:1. Für die UdSSR war es der sechste WM- und neunte EM-Titel.

## A-Weltmeisterschaft

### Spiele
| 3. März 1966 10:00 Uhr | UdSSR Alexander Ragulin (1.) Wjatscheslaw Starschinow (2.) Weniamin Alexandrow (19.) Boris Majorow (20.) Weniamin Alexandrow (39.) Wjatscheslaw Starschinow (44., 56.) Anatoli Firsow (57.) | 8:1 (4:0, 1:1, 3:0) Spielbericht | Polen Tadeusz Kilanowicz (26.) | Hala Tivoli, Ljubljana Zuschauer: 2.500 |

| 3. März 1966 13:30 Uhr | Tschechoslowakei Jaroslav Jiřík (19.) Jozef Golonka (25.) Stanislav Prýl (26.) Jozef Golonka (43.) Milan Kokš (43.) Jan Klapáč (44.) | 6:0 (1:0, 2:0, 3:0) Spielbericht | DDR | Hala Tivoli, Ljubljana Zuschauer: 4.000 |

| 3. März 1966 17:00 Uhr | Schweden Nils Nilsson (6.) Ulf Sterner (27., 33.) Roland Stoltz (49.) Hans Lindberg (54.) | 5:1 (1:0, 2:1, 2:0) Spielbericht | Finnland Esa Isakson (34.) | Hala Tivoli, Ljubljana Zuschauer: 1.500 |

| 3. März 1966 20:30 Uhr | USA Emery Ruelle (15.) Larry Stordahl (26.) | 2:7 (1:3, 1:1, 0:3) Spielbericht | Kanada George Faulkner (2.) Ray Cadieux (9.) Jack McLeod (11.) Morris Mott (33.) Fran Huck (48.) George Faulkner (52.) Marshall Johnston (60.) | Hala Tivoli, Ljubljana |

| 5. März 1966 10:00 Uhr | Kanada Marshall Johnston (10.) George Faulkner (17.) Fran Huck (18.) Lorne Davis (20.) Jack McLeod (27.) Paul Conlin (56.) | 6:0 (4:0, 1:0, 1:0) Spielbericht | Polen | Hala Tivoli, Ljubljana |

| 5. März 1966 13:30 Uhr | Tschechoslowakei Stanislav Prýl (10.) Václav Nedomanský (21.) Jan Klapáč (27.) Václav Nedomanský (37., 44.) Jaroslav Jiřík (45.) Václav Nedomanský (47.) Jaroslav Jiřík (53.) | 8:1 (1:0, 3:0, 4:1) Spielbericht | Finnland Reijo Hakanen (45.) | Hala Tivoli, Ljubljana |

| 5. März 1966 17:00 Uhr | Schweden Sven Johansson (52:38) | 1:4 (0:0, 0:2, 1:2) Spielbericht | DDR Dieter Kraatzsch (25:43) Dieter Kraatzsch (32:27) Erhard Braun (54:12) Bernd Karrenbauer (55:20) | Hala Tivoli, Ljubljana |

| 5. März 1966 20:30 Uhr | UdSSR | 11:0 (2:0, 6:0, 3:0) | USA | Hala Tivoli, Ljubljana |

| 6. März 1966 10:00 Uhr | Tschechoslowakei Stanislav Prýl (5.) Jaroslav Jiřík (8.) Milan Kokš (14.) František Ševčík (36.) Václav Nedomanský (48.) Rudolf Potsch (60.) | 6:1 (3:0, 1:0, 2:1) Spielbericht | Polen Józef Kurek (49.) | Hala Tivoli, Ljubljana Zuschauer: 3.842 |

| 6. März 1966 13:30 Uhr | Kanada George Faulkner (8.) Bill MacMillan (20.) Paul Conlin (24.) Fran Huck (24.) George Faulkner (31.) Ray Cadieux (42.) Jack McLeod (42.) Fran Huck (43.) Roger Bourbonnais (59.) | 9:1 (2:0, 3:1, 4:0) Spielbericht | Finnland Reijo Hakanen (28.) | Hala Tivoli, Ljubljana Zuschauer: 6.200 |

| 6. März 1966 17:00 Uhr | Schweden | 6:1 (2:0, 1:0, 3:1) | USA | Hala Tivoli, Ljubljana |

| 6. März 1966 20:30 Uhr | UdSSR Konstantin Loktew (7., 24.) Boris Majorow (25.) Oleg Saizew (26.) Wjatscheslaw Starschinow (38.) Oleg Saizew (44.) Wladimir Wikulow (44.) Alexander Almetow (45.) Weniamin Alexandrow (45.) Alexander Almetow (52.) | 10:0 (1:0, 4:0, 5:0) Spielbericht | DDR | Hala Tivoli, Ljubljana |

| 8. März 1966 10:00 Uhr | Schweden Nilsson (1.) Sven Tumba Johansson (8.) Hans Lindberg (11.) Syvertsson (12.) Folke Bengtsson (20.) Ronald Pettersson (35.) Björn Palmqvist (38.) Folke Bengtsson (46.) | 8:2 (5:0, 2:2, 1:0) Spielbericht | Polen Andrzej Fonfara (22.) K. Fonfara (25.) | Hala Tivoli, Ljubljana |

| 8. März 1966 13:30 Uhr | UdSSR Weniamin Alexandrow (7.) Konstantin Loktew (10.) Wiktor Jakuschew (11.) Alexander Almetow (15.) Wjatscheslaw Starschinow (17.) Weniamin Alexandrow (26., 31.) Wladimir Breschnew (33.) Alexander Ragulin (39.) Wladimir Breschnew (55.) Wiktor Kuskin (58.) Wjatscheslaw Starschinow (58.) Wladimir Breschnew (60.) | 13:2 (5:1, 4:1, 4:0) Spielbericht | Finnland Lasse Oksanen (20.) Jorma Peltonen (32.) | Hala Tivoli, Ljubljana |

| 8. März 1966 17:00 Uhr | Tschechoslowakei Stanislav Prýl (16.) František Ševčík (26.) Ladislav Šmíd (27.) Milan Kokš (29.) František Tikal (32.) Jiří Holík (40., 54.) | 7:4 (1:3, 5:0, 1:1) Spielbericht | USA Emery Ruelle (8.) Leonhard Lilyholm (20.) Dick Roberge (20.) Larry Stordahl (42.) | Hala Tivoli, Ljubljana Zuschauer: 3.500 |

| 8. März 1966 20:30 Uhr | Kanada Morris Mott (16.) Ray Cadieux (19.) Bill MacMillan (35.) Ray Cadieux (43.) Morris Mott (47.) George Faulkner (54.) | 6:0 (2:0, 1:0, 3:0) Spielbericht | DDR | Hala Tivoli, Ljubljana |

| 9. März 1966 13:30 Uhr | Finnland Lasse Oksanen (24.) Matti Reunamäki (30.) Juhani Jylhä (36.) Raimo Kilpiö (50.) | 4:1 (0:0, 3:1, 1:0) Spielbericht | USA Marshall Tschida (27.) | Hala Tivoli, Ljubljana |

| 9. März 1966 17:00 Uhr | Polen | 0:4 (0:2, 0:0, 0:2) Spielbericht | DDR Joachim Ziesche (15., 16.) Rüdiger Noack (42.) Dieter Kraatzsch (56.) | Hala Tivoli, Ljubljana |

| 10. März 1966 13:30 Uhr | Tschechoslowakei Jiří Holík (16.) Stanislav Prýl (59:32) | 2:1 (1:0, 0:0, 1:1) Spielbericht | Kanada Roger Bourbonnais (49.) | Hala Tivoli, Ljubljana Zuschauer: 8.000 |

| 10. März 1966 17:00 Uhr | UdSSR Weniamin Alexandrow (34.) Wjatscheslaw Starschinow (36.) Anatoli Firsow (52.) | 3:3 (0:0, 2:2, 1:1) Spielbericht | Schweden Nils Nilsson (28.) Lars-Göran Nilsson (31.) Ulf Sterner (43.) | Hala Tivoli, Ljubljana Zuschauer: 7.000 |

| 11. März 1966 10:00 Uhr | Finnland Lasse Oksanen (13.) Juhani Jylhä (26.) Juha Rantasila (33.) Kalevi Numminen (36.) Reijo Hakanen (47., 56.) | 6:3 (1:0, 3:1, 2:2) Spielbericht | Polen Andrzej Żurawski (36.) Karol Fonfara (43.) Robert Goralczyk (59.) | Hala Tivoli, Ljubljana |

| 11. März 1966 13:30 Uhr | DDR | 0:4 (0:2, 0:0, 0:2) Spielbericht | USA Ronald Naslund (3.) Leonhard Lilyholm (6.) Lyle Porter (50.) Naslund (52.) | Hala Tivoli, Ljubljana |

| 11. März 1966 17:00 Uhr | Tschechoslowakei Stanislav Prýl (24:16) Jaroslav Jiřík (51:21) | 2:1 (0:1, 1:0, 1:0) Spielbericht | Schweden Ulf Sterner (14:15) | Hala Tivoli, Ljubljana Zuschauer: 6.500 |

| 11. März 1966 20:30 Uhr | UdSSR Weniamin Alexandrow (15:20) Wladimir Wikulow (54:08) Oleg Saizew (59:12) | 3:0 (1:0, 0:0, 2:0) Spielbericht | Kanada | Hala Tivoli, Ljubljana Zuschauer: 11.500 |

| 12. März 1966 17:00 Uhr | USA Larry Stordahl (9.) Kenneth Johansson (10.) Emery Ruelle (21.) Lyle Porter (31.) Ronald Naslund (31.) Leonhard Lilyholm (50.) | 6:4 (2:0, 3:1, 1:3) Spielbericht | Polen Tadeusz Kilanowicz (34.) Józef Stefaniak (45.) Karol Fonfara (54.) Andrzej Fonfara (57.) | Hala Tivoli, Ljubljana |

| 12. März 1966 20:30 Uhr | DDR Rüdiger Noack (13:46) Joachim Franke (18:32) Erich Novy (20:48) Bernd Karrenbauer (52:20) | 4:3 (2:3, 1:0, 1:0) Spielbericht | Finnland Jorma Peltonen (1:29) Ilkka Mesikämmen (4:56) Raimo Kilpiö (16:41) | Hala Tivoli, Ljubljana Zuschauer: 3.000 |

| 13. März 1966 11:00 Uhr | Schweden Nils Nilsson (8:23) Hans Lindberg (55:48) | 2:4 (1:0, 0:3, 1:1) Spielbericht | Kanada Gary Begg (31:28) Roger Bourbonnais (34:18) Marshall Johnston (36:17) Jack McLeod (50:18) | Hala Tivoli, Ljubljana Zuschauer: 5.000 |

| 13. März 1966 16:00 Uhr | Tschechoslowakei Jan Klapáč (34:22) | 1:7 (0:4, 1:2, 0:1) Spielbericht | UdSSR Wjatscheslaw Starschinow (1:11) Konstantin Loktew (3:22) Wjatscheslaw Starschinow (4:02) Wjatscheslaw Starschinow (14:12) Alexander Almetow (23:06) Anatoli Firsow (25.53) Wladimir Breschnew (53:30) | Hala Tivoli, Ljubljana Zuschauer: 12.000 |

### Abschlusstabelle der WM
| Pl. |                  | Sp | S | U | N | Tore  | Diff. | Punkte |
| --- | ---------------- | -- | - | - | - | ----- | ----- | ------ |
| 1   | Sowjetunion      | 7  | 6 | 1 | 0 | 55:07 | +48   | 13:01  |
| 2   | Tschechoslowakei | 7  | 6 | 0 | 1 | 32:15 | +17   | 12:02  |
| 3   | Kanada           | 7  | 5 | 0 | 2 | 33:10 | +23   | 10:04  |
| 4   | Schweden         | 7  | 3 | 1 | 3 | 26:17 | + 9   | 07:07  |
| 5   | DDR              | 7  | 3 | 0 | 4 | 12:30 | −18   | 06:08  |
| 6   | USA              | 7  | 2 | 0 | 5 | 18:39 | −21   | 04:10  |
| 7   | Finnland         | 7  | 2 | 0 | 5 | 18:43 | −25   | 04:10  |
| 8   | Polen            | 7  | 0 | 0 | 7 | 11:44 | −33   | 00:14  |

#### Auf- und Absteiger
| Absteiger:  | Polen          |
| Aufsteiger: | BR Deutschland |

### Abschlussplatzierung und Kader der Mannschaften
| Platzierung    | Mannschaft       | Spieler |
| -------------- | ---------------- | --- |
| Goldmedaille   | UdSSR            | Wiktor Konowalenko, Wiktor Singer – Wladimir Breschnew, Eduard Iwanow, Alexander Ragulin, Wiktor Kuskin, Witali Dawydow – Oleg Saizew, Konstantin Loktew, Weniamin Alexandrow, Alexander Almetow, Boris Majorow, Wjatscheslaw Starschinow, Wiktor Jakuschew, Anatoli Firsow, Anatoli Ionow, Wladimir Wikulow, Wiktor Polupanow Trainerstab: Anatoli Tarassow und Arkadi Tschernyschow |
| Silbermedaille | Tschechoslowakei | Vladimír Dzurilla, Jiří Holeček – Rudolf Potsch, František Tikal, Jan Suchý, Ladislav Šmíd, Jaromír Meixner – Stanislav Prýl, Václav Nedomanský, Josef Černý, František Ševčík, Jozef Golonka, Jaroslav Jiřík, Jan Klapáč, Jaroslav Holík, Jiří Holík, Milan Kokš Trainerstab: Vladimír Bouzek, Vladimír Kostka                                                                       |
| Bronzemedaille | Kanada           | Seth Martin, Ken Broderick – Gary Begg, Terry O’Malley, Barry McKenzie, Paul Conlin, Lorne Davis, Harvey Schmidt – Jack McLeod, Fran Huck, Morris Mott, Bill MacMillan, Marshall Johnston, George Faulkner, Ray Cadieux, Roger Bourbonnais, Rick McCann Trainer: David Bauer |
| 4.             | Schweden         | Leif Holmqvist – Roland Stoltz, Ulf Torstensson, Nils Johansson, Bylund – Ronald Pettersson, Nils Nilsson, Tord Lundström – Hans Lindberg, Ulf Sterner, Lars-Göran Nilsson – Lars-Åke Sivertsson, Folke Bengtsson, Björn Palmqvist, Lennart Svedberg, Sven Tumba Johansson Trainer: Arne Strömberg                                                                                    |
| 5.             | DDR              | Peter Kolbe, Klaus Hirche,- Heinz Schildan, Manfred Buder, Wolfgang Plotka, Helmut Novy, Dieter Voigt – Dieter Kraatzsch, Lothar Fuchs, Erhard Braun – Reiner Tudyka, Erich Novy, Joachim Ziesche, Joachim Franke – Bernd Karrenbauer, Rüdiger Noack, Bernd Poindl Trainer: Rudi Schmieder, Hugo Döbler                                                                               |
| 6.             | USA              | Tor: Rod Blackburn, Thomas Yurkovich Verteidiger: Robert Currie, Donald Ross, Jim Stordahl, Brad Teal, John Mayasich, Angreifer: Dick Roberge, Lyle Porter, Hank Therrien, Leonhard Lilyholm, Kenneth Johansson, Emery Ruelle, Ronald Naslund, Marshall Tschida, Roger Maisonneuve, Larry Stordahl Trainer: Vic Heiliger                                                              |
| 7.             | Finnland         | Risto Kaitala, Juhani Lahtinen – Juha Rantasila, Lalli Partinen, Ilkka Mesikämmen, Kalevi Numminen, Erkki Mononen, Antti Heikkilä – Lasse Oksanen, Jorma Peltonen, Reijo Hakanen – Matti Reunameki, Raimo Kilpiö, Matti Keinonen – Esa Isakson, Juhani Jylhä, Jorma Vehmanen Trainer: Joe Wirkkunen, Aarne Honkavaara                                                                 |
| 8.             | Polen            | Walery Kosyl, Józef Wiśniewski – Piotr Szlapa, Robert Goralczyk, Marian Zawada, Henryk Regula, Józef Kurek – Andrzej Żurawski, Józef Stefaniak, Tadeusz Kilanowicz – Wlodzimierz Komorski, Andrzej Szal, Bronisław Gosztyła – Karol Fonfara, Krzysztof Birula-Bialynicki, Sylwester Wilczek, Andrzej Fonfara Trainer: Zdzislaw Maselko                                                |

### Auszeichnungen
Spielertrophäen
| Auszeichnung       | Spieler           | Team        |
| ------------------ | ----------------- | ----------- |
| Bester Torhüter    | Seth Martin       | Kanada      |
| Bester Verteidiger | Alexander Ragulin | Sowjetunion |
| Bester Stürmer     | Konstantin Loktew | Sowjetunion |

All-Star-Team
| Angriff:      | Weniamin Alexandrow – Fran Huck – Konstantin Loktew |
| Verteidigung: | Gary Begg – Alexander Ragulin                       |
| Tor:          | Seth Martin                                         |

Fair-Play-Cup
Den Fair-Play-Cup gewann Schweden mit großem Abstand auf die weiteren Mannschaften.
| Mannschaft | Strafzeiten |
| ---------- | ----------- |
| Schweden   | 21          |
| DDR        | 53          |
| UdSSR      | 55          |
| CSSR       | 56          |
| Finnland   | 58          |
| USA        | 60          |
| Polen      | 84          |
| Kanada     | 86          |

### Beste Scorer
| Spieler                  | Team     | Spiele | Tore | Vorlagen | Punkte | Strafmin. |
| ------------------------ | -------- | ------ | ---- | -------- | ------ | --------- |
| Weniamin Alexandrow      | UdSSR    | 7      | 9    | 8        | 17     | 4         |
| Alexander Almetow        | UdSSR    | 7      | 5    | 8        | 13     | 0         |
| Wjatscheslaw Starschinow | UdSSR    | 7      | 11   | 1        | 12     | 8         |
| Wiktor Jakuschew         | UdSSR    | 7      | 5    | 6        | 11     | 0         |
| Stanislav Prýl           | CSSR     | 7      | 6    | 4        | 10     | 12        |
| Konstantin Loktew        | UdSSR    | 7      | 5    | 4        | 9      | 4         |
| Fran Huck                | Kanada   | 7      | 4    | 4        | 8      | 8         |
| George Faulkner          | Kanada   | 7      | 6    | 1        | 7      | 2         |
| Václav Nedomanský        | CSSR     | 7      | 5    | 2        | 7      | 8         |
| Lars-Göran Nilsson       | Schweden | 7      | 4    | 3        | 7      | 9         |

### Abschlusstabelle der EM
Bei diesem Turnier existieren unterschiedliche Versionen über das Abschlussergebnis der Eishockey-Europameisterschaft. Die eine Version (Version A) berücksichtigt wie in den Vorjahren allein die WM-Platzierung als Kriterium, die andere Version (Version B) berücksichtigt die Spiele der europäischen Teams untereinander und stellt somit am Ende eine eigene EM-Abschlusstabelle auf. Bei Version A wird daher Schweden, in Version B die DDR als Bronzemedaillengewinner geführt (seit 1999 wird letztere Version präferiert).
Version A
| Pl.            | Mannschaft       |
| -------------- | ---------------- |
| Goldmedaille   | UdSSR            |
| Silbermedaille | Tschechoslowakei |
| Bronzemedaille | Schweden         |
| 4              | DDR              |
| 5              | Finnland         |
| 6              | Polen            |

Version B
| Pl.            | Mannschaft       | Sp | Sg | Un | NL | Tore  | TD  | Pkte. |
| -------------- | ---------------- | -- | -- | -- | -- | ----- | --- | ----- |
| Goldmedaille   | Sowjetunion      | 5  | 4  | 1  | 0  | 41:07 | +34 | 9:01  |
| Silbermedaille | Tschechoslowakei | 5  | 4  | 0  | 1  | 23:10 | +13 | 8:02  |
| Bronzemedaille | DDR              | 5  | 3  | 0  | 2  | 12:20 | −08 | 6:04  |
| 4              | Schweden         | 5  | 2  | 1  | 2  | 17:10 | +07 | 5:05  |
| 5              | Finnland         | 5  | 1  | 0  | 4  | 13:33 | −20 | 2:08  |
| 6              | Polen            | 5  | 0  | 0  | 5  | 07:32 | −25 | 0:10  |

## B-Weltmeisterschaft

### Qualifikation
Das Qualifikationsturnier zur B-Weltmeisterschaft wurde in Bukarest, Rumänien, ausgespielt.

#### Spiele
| 10. Dezember 1965 | Rumänien | 11:3 (4:1, 4:1, 3:1) | Frankreich | Bukarest |

| 11. Dezember 1965 | Italien | 10:2 (4:0, 4:0, 2:2) | Frankreich | Bukarest |

| 12. Dezember 1965 | Rumänien | 6:2 (0:0, 3:1, 3:1) | Italien | Bukarest |

#### Abschlusstabelle
| Pl. |            | Sp | S | U | N | Tore  | Diff. | Punkte |
| --- | ---------- | -- | - | - | - | ----- | ----- | ------ |
| 1   | Rumänien   | 2  | 2 | 0 | 0 | 17: 5 | +12   | 4:0    |
| 2   | Italien    | 2  | 1 | 0 | 1 | 12: 8 | + 4   | 2:2    |
| 3   | Frankreich | 2  | 0 | 0 | 2 | 5:21  | −16   | 0:4    |

| Qualifiziert für die B-Gruppe: | Rumänien            |
| Qualifiziert für die C-Gruppe: | Italien, Frankreich |

### Hauptturnier
| 3. März 1966 | Norwegen | 12:2 (3:1, 3:1, 6:0) | Großbritannien | Zagreb |

| 3. März 1966 | Schweiz | 3:4 (1:0, 2:3, 0:1) | Rumänien | Zagreb |

| 3. März 1966 | BR Deutschland | 6:3 (1:1, 2:1, 3:1) | Österreich | Zagreb |

| 3. März 1966 | Jugoslawien | 6:4 (1:2, 3:0, 2:2) | Ungarn | Zagreb |

| 4. März 1966 | BR Deutschland | 4:1 (0:1, 2:0, 2:0) | Rumänien | Zagreb |

| 4. März 1966 | Schweiz | 6:3 (0:3, 1:0, 5:0) | Großbritannien | Zagreb |

| 4. März 1966 | Österreich | 7:2 (0:0, 4:1, 3:1) | Ungarn | Zagreb |

| 4. März 1966 | Jugoslawien | 2:1 (0:0, 1:0, 1:1) | Norwegen | Zagreb |

| 6. März 1966 | Norwegen | 0:4 (0:1, 0:1, 0:2) | Rumänien | Zagreb |

| 6. März 1966 | Ungarn | 8:1 (3:0, 2:0, 3:1) | Großbritannien | Zagreb |

| 6. März 1966 | Schweiz | 6:7 (3:1, 0:3, 3:3) | Österreich | Zagreb |

| 6. März 1966 | Jugoslawien | 2:6 (2:2, 0:0, 0:4) | BR Deutschland | Zagreb |

| 7. März 1966 | Norwegen | 4:3 (0:1, 0:2, 4:0) | Österreich | Zagreb |

| 7. März 1966 | Rumänien | 4:2 (2:1, 2:0, 0:1) | Ungarn | Zagreb |

| 7. März 1966 | BR Deutschland | 10:4 (1:0, 6:2, 3:2) | Großbritannien | Zagreb |

| 7. März 1966 | Jugoslawien | 3:2 (0:2, 2:0, 1:0) | Schweiz | Jesenice |

| 9. März 1966 | Rumänien | 7:1 (2:0, 2:0, 3:1) | Österreich | Zagreb |

| 9. März 1966 | BR Deutschland | 4:0 (0:0, 0:0, 4:0) | Schweiz | Zagreb |

| 9. März 1966 | Norwegen | 5:2 (0:2, 1:0, 4:0) | Ungarn | Zagreb |

| 9. März 1966 | Jugoslawien | 3:3 (3:2, 0:1, 0:0) | Großbritannien | Zagreb |

| 10. März 1966 | Norwegen | 4:1 (2:0, 1:1, 1:0) | Schweiz | Zagreb |

| 10. März 1966 | BR Deutschland | 1:0 (0:0, 0:0, 1:0) | Ungarn | Zagreb |

| 11. März 1966 | Österreich | 2:1 (2:1, 0:0, 0:0) | Großbritannien | Zagreb |

| 11. März 1966 | Jugoslawien | 5:5 (1:2, 2:3, 2:0) | Rumänien | Zagreb |

| 12. März 1966 | BR Deutschland | 3:2 (0:1, 1:1, 2:0) | Norwegen | Zagreb |

| 12. März 1966 | Schweiz | 6:1 (3:1, 2:0, 1:0) | Ungarn | Zagreb |

| 12. März 1966 | Rumänien | 4:1 (1:1, 3:0, 0:0) | Großbritannien | Zagreb |

| 12. März 1966 | Jugoslawien | 4:2 (1:0, 2:1, 1:1) | Österreich | Zagreb |

### Abschlusstabelle
| Pl. |                | Sp | S | U | N | Tore  | Diff. | Punkte |
| 1   | BR Deutschland | 7  | 7 | 0 | 0 | 34:12 | +22   | 14: 0  |
| 2   | Rumänien       | 7  | 5 | 1 | 1 | 29:16 | +13   | 11: 3  |
| 3   | Jugoslawien    | 7  | 4 | 2 | 1 | 25:23 | + 2   | 10: 4  |
| 4   | Norwegen       | 7  | 4 | 0 | 3 | 28:17 | +11   | 8: 6   |
| 5   | Österreich     | 7  | 3 | 0 | 4 | 25:30 | - 5   | 6: 8   |
| 6   | Schweiz        | 7  | 2 | 0 | 5 | 24:26 | - 2   | 4:10   |
| 7   | Ungarn         | 7  | 1 | 0 | 6 | 19:30 | −11   | 2:12   |
| 8   | Großbritannien | 7  | 0 | 1 | 6 | 15:45 | −30   | 1:13   |

### Beste Scorer
| Spieler            | Team           | Spiele | Tore | Vorlagen | Punkte | Strafmin. |
| ------------------ | -------------- | ------ | ---- | -------- | ------ | --------- |
| Gustav Hanig       | BR Deutschland | 7      | 10   | 3        | 13     | 0         |
| Per Skjerwen Olsen | Norwegen       | 7      | 8    | 4        | 12     | 14        |
| Iuliu Szabo        | Rumänien       | 7      | 6    | 5        | 11     | 0         |
| Ernst Köpf         | BR Deutschland | 7      | 5    | 5        | 10     | 4         |
| Ueli Lüthi         | Schweiz        | 7      | 7    | 2        | 9      | 6         |
| Sepp Puschnig      | Österreich     | 7      | 5    | 4        | 9      | 20        |
| Alois Schloder     | BR Deutschland | 7      | 5    | 4        | 9      | 8         |
| Albin Felc         | Jugoslawien    | 7      | 5    | 3        | 8      | 4         |
| Robert Stevenson   | Großbritannien | 7      | 4    | 4        | 8      | 12        |
| Iulius Szabó       | Rumänien       | 7      | 5    | 2        | 7      | 2         |

### Auf- und Absteiger
| B-Weltmeister 1966:          | BR Deutschland |
| Aufsteiger in die A-Gruppe:  | BR Deutschland |
| Absteiger aus der A-Gruppe:  | Polen          |
| Absteiger in die C-Gruppe:   | Großbritannien |
| Aufsteiger aus der C-Gruppe: | Italien        |

## C-Weltmeisterschaft

### Spiele
| 3. März 1966 | Italien | 17:0 (5:0, 8:0, 4:0) | Südafrika | Jesenice |

| 4. März 1966 | Dänemark | 9:0 (1:0, 3:0, 5:0) | Südafrika | Jesenice |

| 5. März 1966 | Jugoslawien B | 5:5 (2:1, 1:3, 2:1) | Dänemark | Jesenice |

| 6. März 1966 | Italien | 18:2 (7:1, 6:1, 5:0) | Südafrika | Jesenice |

| 7. März 1966 | Italien | 12:5 (1:0, 3:2, 8:3) | Dänemark | Jesenice |

| 8. März 1966 | Italien | 7:1 (3:1, 3:0, 1:0) | Dänemark | Jesenice |

| 10. März 1966 | Jugoslawien B | 4:1 (-:-, -:-, -:-) | Südafrika | Jesenice |

| 11. März 1966 | Dänemark | 6:2 (1:1, 0:1, 5:0) | Südafrika | Jesenice |

| 12. März 1966 | Jugoslawien B | 2:7 (0:2, 2:2, 0:3) | Italien | Jesenice |

### Abschlusstabelle
| Pl. |                 | Sp          | S           | U           | N           | Tore        | Diff.       | Punkte      |
| 1   | Italien         | 4           | 4           | 0           | 0           | 54:08       | +46         | 8: 0        |
| 2   | Dänemark        | 4           | 2           | 0           | 2           | 21:21       | 0           | 4: 4        |
| 3   | Südafrika       | 4           | 0           | 0           | 4           | 04:50       | −46         | 0: 8        |
| 4   | Frankreich      | verzichtete | verzichtete | verzichtete | verzichtete | verzichtete | verzichtete | verzichtete |
|     | Jugoslawien B + | 3           | 1           | 1           | 1           | 11:13       | - 2         | 3: 3        |

+ außer Konkurrenz

### Auf- und Absteiger
| C-Weltmeister 1966:         | Italien        |
| Aufsteiger in die B-Gruppe: | Italien        |
| Absteiger aus der B-Gruppe: | Großbritannien |